# Article 54 de la Constitution belge
L'article 54 de la Constitution de la Belgique fait partie du titre III Des pouvoirs. Il définit une procédure de sonnette d'alarme.
Il date du 24 décembre 1970 et était à l'origine — sous l'ancienne numérotation — l'article 38 bis. Il n'a jamais été révisé.

## Texte
« Sauf pour les budgets ainsi que pour les lois qui requièrent une majorité spéciale, une motion motivée, signée par les trois quarts au moins des membres d'un des groupes linguistiques et introduite après le dépôt du rapport et avant le vote final en séance publique, peut déclarer que les dispositions d'un projet ou d'une proposition de loi qu'elle désigne sont de nature à porter gravement atteinte aux relations entre les communautés. 
 
Dans ce cas, la procédure parlementaire est suspendue et la motion est déférée au Conseil des ministres qui, dans les trente jours, donne son avis motivé sur la motion et invite la Chambre saisie à se prononcer soit sur cet avis, soit sur le projet ou la proposition éventuellement amendés. 
 
Cette procédure ne peut être appliquée qu'une seule fois par les membres d'un groupe linguistique à l'égard d'un même projet ou d'une même proposition de loi. »

— Texte disponible sur le site de la Cour constitutionnelle : http://www.const-court.be/fr/textes_base/textes_base_constitution.html (dernière consultation le 24 avril 2010).

## Commentaire
Ce mécanisme constitue une garantie importante contre les votes au parlement fédéral de communauté contre communauté et est, à ce titre, une protection de la minorité francophone. Il permet à trois quarts des parlementaires d'un groupe linguistique de voter une motion qui permet de suspendre la procédure législative et de renvoyer une proposition ou un projet de loi au gouvernement fédéral, bilingue et paritaire, le but étant de dégager un consensus. Si le gouvernement ne tombe pas d'accord sur l'avis à rendre, il risque la démission et les Chambres la dissolution.

## Utilisation
Ce mécanisme a été appliqué une première fois en 1985 : des francophones qui protestaient contre un projet de loi visant à intégrer une haute école flamande au Centre universitaire du Limbourg ont voté une telle motion ; le Conseil des ministres a retiré son projet de loi.
Une deuxième motion de sonnette d'alarme a été déposée le 29 avril 2010 par l'ensemble des députés francophones, pour protester contre la déposition d'un projet de loi portant sur la scission de l'arrondissement électoral de Bruxelles-Hal-Vilvorde.